# Dominique Mulamba
Dominique Mulamba, född 22 oktober 2001, är en friidrottare från Kongo-Kinshasa. Han deltog vid olympiska sommarspelen 2024.